# 郭肇基
郭肇基（？—1650年），山東金鄉縣人。清朝政治人物。

## 生平
順治二年（1645年）舉乙酉科山東鄉試，順治三年（1646年）聯登进士。任狄道縣知县。顺治七年（1650年）六月，郭肇基等人因为“擅带逃人五十三名”，被多尔衮处死。